# Balón medicinal

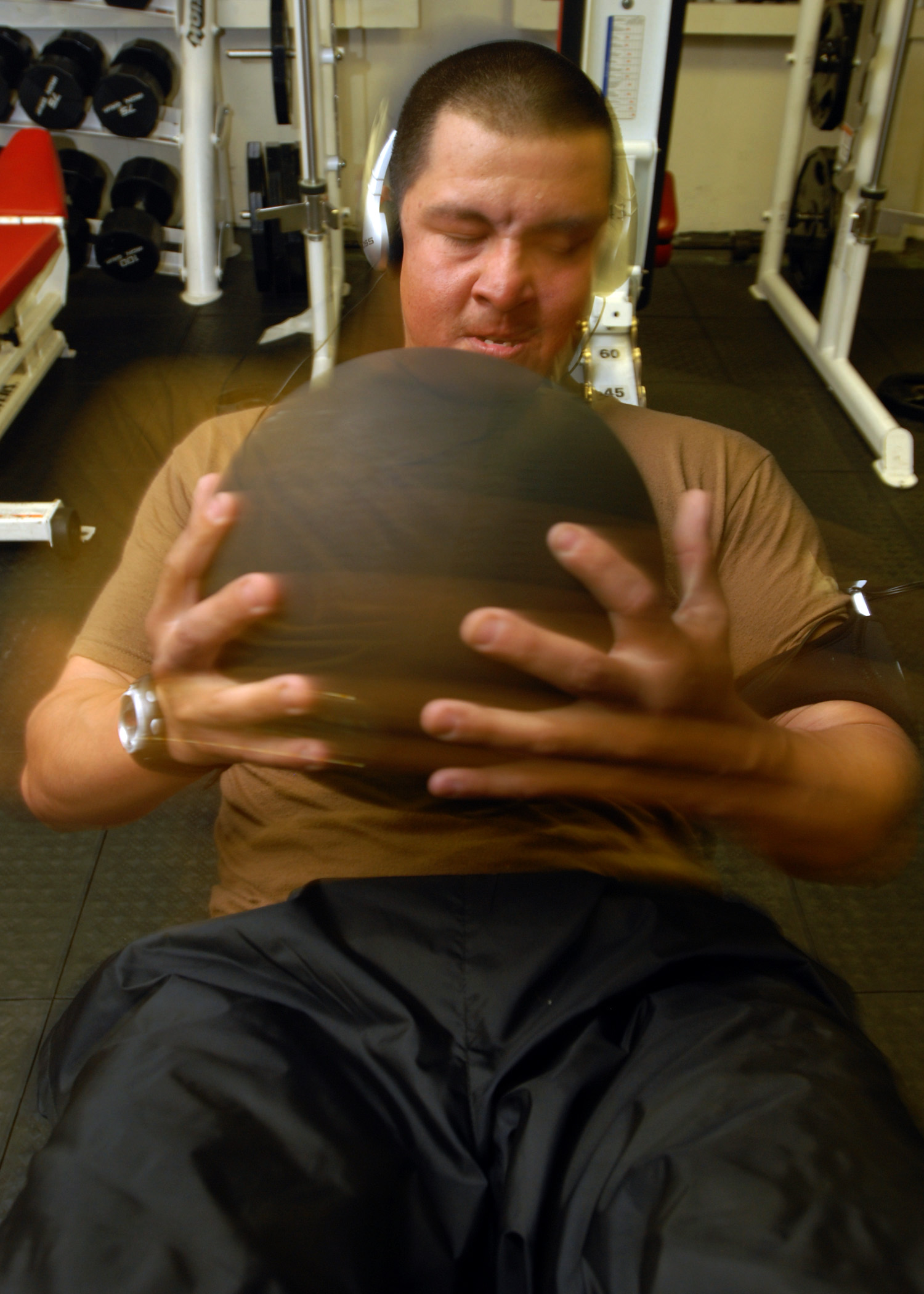
Ejercicios con balón medicinal

Un balón medicinal es un balón esférico de cuero, goma o plástico, de diámetro variable (aproximadamente el diámetro de los hombros) y con masas a partir de 1 kg.
Los balones medicinales se venden generalmente con masas de 1 , 2, 3, 4, 5, 6, 7, 8, 9, 10 y 11 kg y las bolas se utilizan con eficacia en entrenamiento con pesas pliométricos para aumentar el poder explosivo de los atletas en todos los deportes.